# Progonia reniferalis
Progonia reniferalis là một loài bướm đêm trong họ Noctuidae.